# Liste der Kreisstraßen im Landkreis Mainz-Bingen
Die Liste der Kreisstraßen im Landkreis Mainz-Bingen ist eine Auflistung der Kreisstraßen im rheinland-pfälzischen Landkreis Mainz-Bingen.

## Abkürzungen
- K: Kreisstraße
- L: Landesstraße

## Liste
Die Kreisstraßen behalten die ihnen zugewiesene Nummer in der Regel nicht bei einem Wechsel in einen anderen Landkreis oder in eine kreisfreie Stadt. Nicht vorhandene bzw. nicht nachgewiesene Kreisstraßen werden in Kursivdruck gekennzeichnet, ebenso Straßen und Straßenabschnitte, die unabhängig vom Grund (Herabstufung zu einer Gemeindestraße oder Höherstufung) keine Kreisstraßen mehr sind. 
Der Straßenverlauf wird in der Regel von Nord nach Süd und von West nach Ost angegeben.
| Nr.  | Verlauf |
| ---- | --- |
| K 1  | (K 41 im Landkreis Bad Kreuznach) – Kreisgrenze – in Münster-Sarmsheim                                                                  |
| K 2  | (K 90 im Landkreis Bad Kreuznach) – Kreisgrenze – Badenheim – K 3 – L 415                                                               |
| K 3  | (K 91 im Landkreis Bad Kreuznach) – Kreisgrenze – K 2 in Badenheim                                                                      |
| K 4  | – K 6 – Welgesheim |
| K 5  | (K 38 im Landkreis Bad Kreuznach) – Kreisgrenze – Waldalgesheim – K 29 – L 214 – Kreisgrenze – (K 43 im Landkreis Bad Kreuznach)        |
| K 6  | K 4 – Zotzenheim – K 7 – K 26 |
| K 7  | L 400 – K 6 in Zotzenheim |
| K 8  | in Bingerbrück – L 419 in Bingen am Rhein                                                                                               |
| K 9  | in Münster-Sarmsheim – Büdesheim – L 417 – K 11 in Ockenheim                                                                            |
| K 10 | Grolsheim – L 400 |
| K 11 | L 419 in Gaulsheim – Ockenheim – K 9 – L 420                                                                                            |
| K 12 | Laurenziberg – L 415 |
| K 13 | L 419 – L 420 in Gau-Algesheim |
| K 14 | L 414 – L 415 in Appenheim |
| K 15 | L 415 – L 414 – K 16 – L 413 in Jugenheim in Rheinhessen                                                                                |
| K 16 | K 15 – Engelstadt – K 17 – Bubenheim – L 428 in Schwabenheim an der Selz                                                                |
| K 17 | L 415 in Nieder-Hilbersheim – K 16 in Engelstadt                                                                                        |
| K 18 | Heidenfahrt (– Abzweig zur und zur L 422) – Heidesheim am Rhein – L 422 – L 419 in Wackernheim                                          |
| K 20 | Sporkenheim – L 419 |
| K 21 | (K 89 im Rhein-Hunsrück-Kreis) – Kreisgrenze – Henschhausen – Bacharach – L 224 –                                                       |
| K 22 | (K 87 im Rhein-Hunsrück-Kreis) – Kreisgrenze – Breitscheid – L 224 in Steeg                                                             |
| K 23 | (K 86 im Rhein-Hunsrück-Kreis) – Kreisgrenze – ohne Abzweig einer klassifizierten Straße – Kreisgrenze – (K 44 im Rhein-Hunsrück-Kreis) |
| K 24 | L 224 in Nauheim – Neurath – K 25 – Medenscheid – Winzberg – K 27 in Manubach                                                           |
| K 25 | K 24 – L 224 in Bacharach |
| K 26 | L 413 in Sprendlingen – K 6 – L 415 in Sprendlingen                                                                                     |
| K 27 | L 224 – Manubach – K 24 – Oberdiebach – in Rheindiebach                                                                                 |
| K 28 | Oberheimbach – in Niederheimbach |
| K 29 | (K 36 im Landkreis Bad Kreuznach) – Kreisgrenze – Waldalgesheim Nord – K 52 – K 5 in Waldalgesheim                                      |
| K 30 | (K 44 im Landkreis Bad Kreuznach) – Kreisgrenze – Genheim – K 48 – L 214 in Waldalgesheim                                               |
| K 31 | L 426 – Essenheim – L 413 |
| K 32 | L 426 – L 427 in Ober-Olm |
| K 33 | L 422 – Kreisgrenze – (K 10 in Mainz)                                                                                                   |
| K 34 | L 432 in Nieder-Olm – Zornheim – K 35 – L 425 – Mommenheim – K 46 – Lörzweiler – L 431 in Nackenheim                                    |
| K 35 | (K 15 in Mainz) – Kreisgrenze – Zornheim – K 34 – L 432 in Wahlheimerhof                                                                |
| K 36 | L 436 in Undenheim – L 425 in Köngernheim                                                                                               |
| K 37 | L 432 in Hahnheim – L 425 in Selzen |
| K 38 | L 425 – Mommenheim – Schwabsburg – K 45 – in Dexheim                                                                                    |
| K 39 | L 425 in Weinolsheim – Dalheim – |
| K 40 | in Oppenheim – Dienheim – K 41 – Ludwigshöhe – L 437 – Eimsheim – K 41 – L 425 in Dolgesheim                                            |
| K 41 | K 40 – Uelversheim – L 437 – Eimsheim – K 40 – Wintersheim – K 42 – L 438 in Dorn-Dürkheim                                              |
| K 42 | K 41 in Wintersheim – L 438 |
| K 43 | K 53 – Rheinhof |
| K 44 | in Dexheim – in Oppenheim |
| K 45 | K 38 in Schwabsburg – in Nierstein |
| K 46 | L 425 in Harxheim – K 47 – K 34 in Lörzweiler                                                                                           |
| K 47 | L 413 in Gau-Bischofsheim – K 46 in Harxheim                                                                                            |
| K 48 | (K 96 im Landkreis Bad Kreuznach) – Kreisgrenze – K 30 in Genheim                                                                       |
| K 49 | Budenheim – L 423 |
| K 50 | L 413 in Wolfsheim – Kreisgrenze – (K 33 im Landkreis Alzey-Worms)                                                                      |
| K 51 | L 426 – /L 401 |
| K 52 | K 29 – L 214 in Weiler bei Bingen |
| K 53 | in Guntersblum – K 43 – Kreisgrenze – (K 51 im Landkreis Alzey-Worms)                                                                   |
| K 54 | L 400 – Kreisgrenze – (K 92 im Landkreis Bad Kreuznach)                                                                                 |